# Parc des Champs-de-Bataille

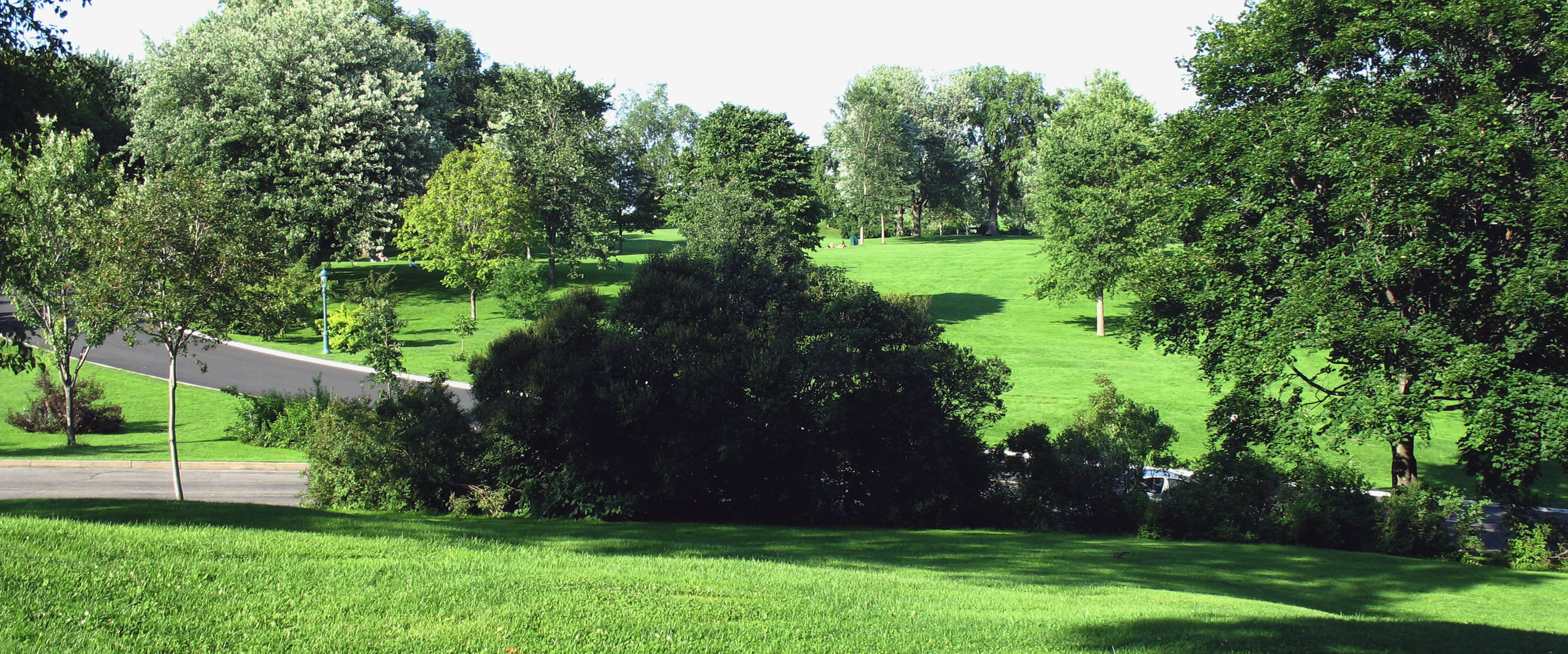
Plaines d'Abraham dans le parc des Champs-de-Bataille.

Le Parc des Champs-de-Bataille  regroupe les plaines d'Abraham (avec le jardin Jeanne-d'Arc) et, à proximité, le parc des Braves. En 1908, la Commission des champs de bataille nationaux (CCBN) crée le parc pour célébrer le tricentenaire de Québec.

## Histoire
Les Champs-de-Bataille sont le lieu où les Empires français et britannique se sont affrontés après un long siège, lors de la Conquête de 1759. L'issue de la courte bataille des Plaines d'Abraham a changé le sort de l'Amérique.

## Parc
Il était à la mode à la fin du XIXe siècle d'aménager de grands parcs dans les villes. L'arrivée du tricentaire de la ville donna une raison d'aménager un parc qui permettrait aux gens de se réunir et de commémorer leur histoire.
C'est le 17 mars 1908 que la Commission des champs de bataille nationaux fonde le parc. La tâche de mettre en valeur le parc et d'en concevoir le plan d'aménagement fut attribué à Frederick Todd, architecte paysagiste à qui l'on doit plusieurs dizaines de parcs urbains du Canada. Todd devait préserver le cachet de la plaine, tout en mettant en valeur les lieux historiques. Le parc a une superficie de 108 hectares et compte près de 6000 arbres de plus de 80 espèces.
En février 2008, des ossements de deux squelettes humains datant du XIXe siècle ont été découverts sur le site du Parc des Champs-de-Bataille, lors d’excavations pour la construction de toilettes publiques. Jamais des sépultures n'avaient été découvertes dans cette région. Étant donné le gel au sol et le risque d'endommagement des sépultures, ce n'est que le 6 mai 2008 que Vanessa Oliver-Loyd, archéologue responsable du site, a exhumé les squelettes,.